# Kościół Świętej Trójcy w Strzelcach
Kościół Świętej Trójcy – rzymskokatolicki kościół parafialny należący do parafii pod tym samym wezwaniem (dekanat Kutno – św. Wawrzyńca diecezji łowickiej).
Budowa świątyni została rozpoczęta przez księdza Jana Sobolewskiego w 1906 roku. Nowy, murowany z cegły, pokryty dachówką kościół został ukończony w 1911 roku. 8 czerwca 1917 roku budowla została konsekrowana kardynała Aleksandra Kakowskiego. Proboszczem parafii był wtedy ksiądz Ludwik Kloczyński. Nowa świątynia to budowla trzynawowa, reprezentująca styl neogotycki i posiadająca neoromańską dzwonnicę. Autorem projektu kościoła był architekt Józef Pius Dziekoński. We wnętrzu budowli znajdują się cztery ołtarze przebudowane w latach 1956-1957. Podczas II wojny światowej kościół pełnił funkcję magazynu, w którym była przechowywana słoma makowa, służącą hitlerowcom do produkcji morfiny. Rysunek makówki został utrwalony po zakończeniu wojny we freskach znajdujących się w kaplicy. Ma przypominać lata zbezczeszczenia budowli przez nazistów.